# Kinesiska siffror

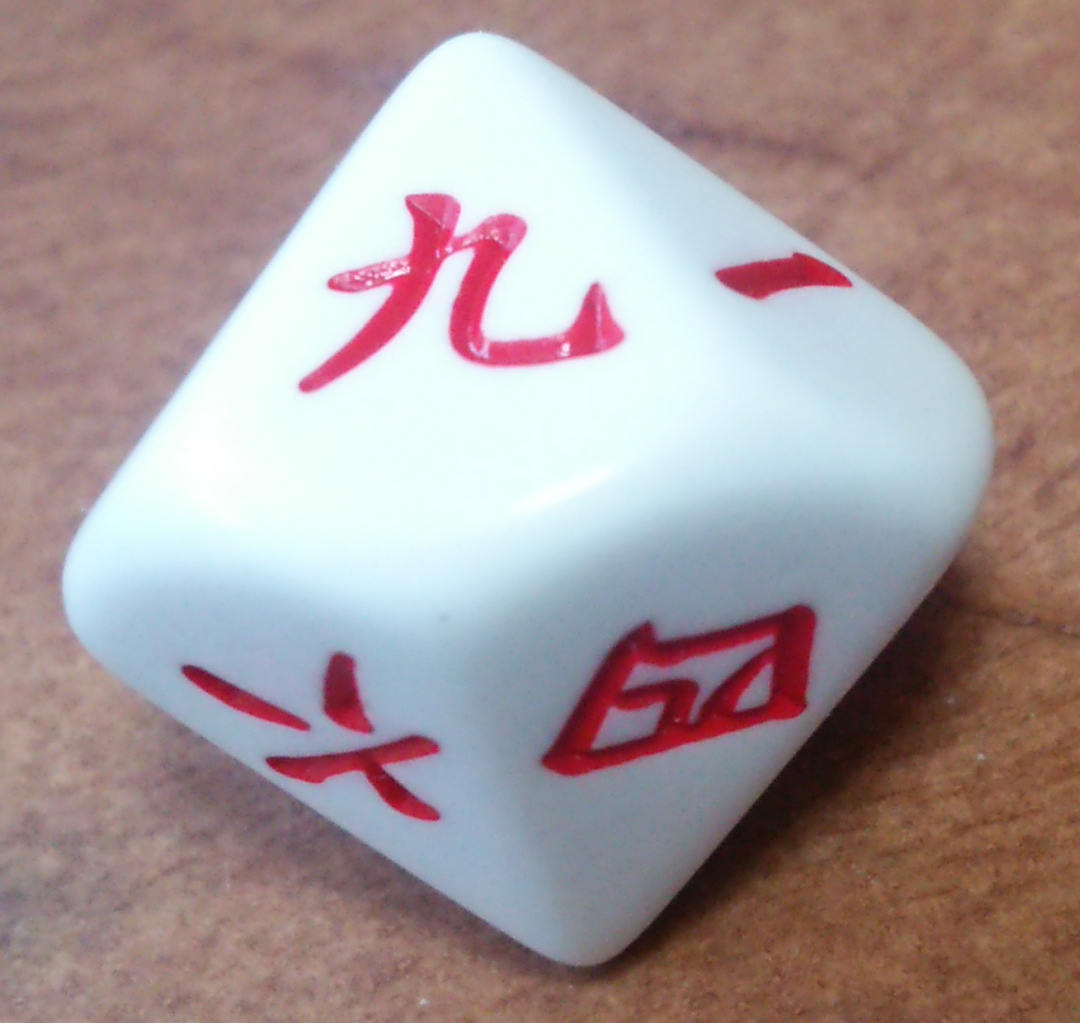
Kinesiska siffror på en tärning.

Kinesiska siffror avser de tecken som används för att ange tal och räkneord på kinesiska. Likt decimala talsystemet använder man talbasen 10. Särskilda tecken finns för talen från 0 till 10 och därtill även för 100, 1 000, 10 000 och 100 000 000. Även om de arabiska siffrorna i många sammanhang under 1900-talet har börjat användas för att skriva tal i kinesisk text, så används kinesiska tecken fortfarande parallellt.
För finansiella sammanhang finns formella tecken (大写, dàxiě) som är utformade för att motverka möjligheten att i efterhand förändra ett utskrivet tal genom att tillföra ytterligare streck. För t.ex. datum används ibland specialtecken för 20 廿 / 卄 (niàn) och 30 卅 (sà).  För att uttrycka bråk och procent används 分之 (fēnzhī).  Halv eller hälften skrivs 半 (bàn). Som decimaltecken används 点 / 點 (diǎn). Exempel 3,14 skrivs 三点一四. För negativa värden används tecken 负 / 負 (fù). Exempel -5 skrivs 负五.

## Översikt
| Värde   | Förenklad / Traditionell | Finansiell | Alternativ | Pinyin |
| ------- | ------------------------ | ---------- | ---------- | ------ |
| 0       | 零                       | 零         | 〇         | líng   |
| 1       | 一                       | 壹         | 弌         | yī     |
| 2       | 二                       | 贰 / 貳    | 两 / 弍    | èr     |
| 3       | 三                       | 叁 / 參    | 弎 / 叄    | sān    |
| 4       | 四                       | 肆         | 䦉         | sì     |
| 5       | 五                       | 伍         |            | wǔ     |
| 6       | 六                       | 陆 / 陸    |            | liù    |
| 7       | 七                       | 柒         |            | qī     |
| 8       | 八                       | 捌         |            | bā     |
| 9       | 九                       | 玖         |            | jiǔ    |
| 10      | 十                       | 拾         | 什         | shí    |
| 20      | 廿 / 卄                  | 念         |            | niàn   |
| 30      | 卅                       |            |            | sà     |
| 40      | 卌                       |            |            | xì     |
| 100     | 百                       | 佰         |            | bǎi    |
| 1 000   | 千                       | 仟         |            | qiān   |
| 10 000  | 万 / 萬                  | 萬         |            | wàn    |
| 100 000 | 亿 / 億                  | 億         |            | yì     |
| 1 000   |                          | 兆         |            | zhào   |

## Historia

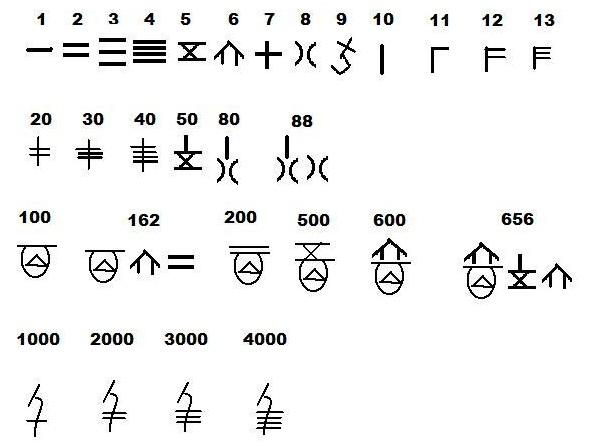
Kinesiska tal på orakelbensskriften under Shangdynastin från 1200-taletf.Kr.

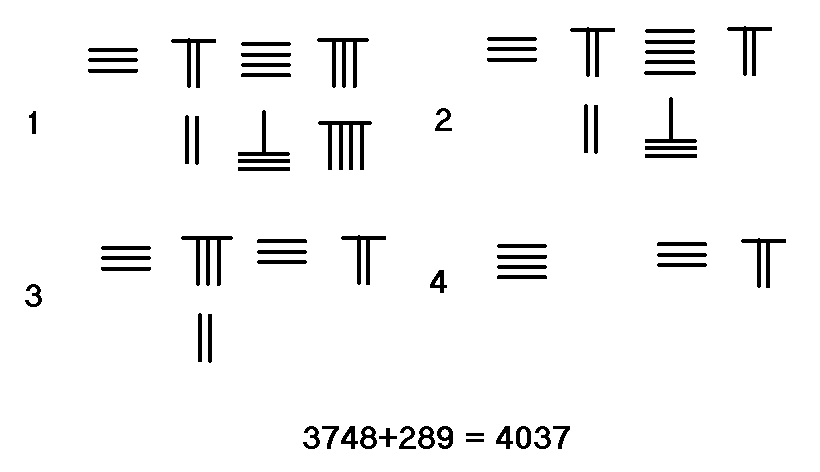
Ribb-baserade tecken för matematiker och astronomer från Handynastin (206 f.Kr.–220).

Suzhou-talsystemet

Sannolikt har de kinesiska räkneorden sitt ursprung i ribbtalsystemet som härstammar från lösa träribbor som tros ha använt redan på Shangdynastin (ca 1600 f.Kr.–1046 f.Kr.) för att uttrycka tal. På orakelbensskriften från 1200-talet f.Kr. användes tecken för angivelser av numerärer i flera olika sammanhang såsom storlekar på offer, antal dagar eller antal stupade i strider. Det är dessa tecken som är grunden till de tecken som senare utvecklades för talangivelse, och har i många avseende ett liknande utseende idag.
Systemet utgick från decimala talsystemet med talbasen 10 och var både additivt och multiplikativt i sin uppbyggnad. Orakelbensskriften hade särskilda tecken för tal från 1 till 10 och därefter även separata tecken både per tiotal, per hundratal och per tusental.
Från Handynastin (206 f.Kr.–220) använde matematiker och astronomer ett stavbaserat system (筹; chóu).
Från det Södra Songdynastins stavbaserade system utvecklades Suzhou-talsystemet (苏州码子; Sūzhōumǎzi eller 花码; huāmǎ). Systemet användes, framför allt i Hongkong, fram till 1990-talet då det ersattes av arabiska siffror.
Noll illustrerades från senare delen av Zhoudynstin med ett tomrum, men från 1200-talet skrevs noll med en rund ring, 〇.
Under början av 1900-talet började arabiska siffror användas parallellt med de kinesiska tecknen för att ange tal.

### Enskilda teckens historia
Tecknen för ett (一), två (二) och tre (三) har inte förändrats nämnvärt genom historien. Tecknet för fyra (四) skrevs inledningsvis med fyra horisontella streck, men på 200-talet f.Kr. fick tecknet dagens rektangulära form. Fem (五) skrevs på orakelbenen både med fem horisontella streck, eller som ett kryss som förband två streck, vilket är grunden för tecknets moderna utförande. Ursprunget för tecknen för sex (六), sju (七), åtta (八), nio (九) och tio (十) är omdiskuterade och ingen klar enighet finns om dess tidiga utveckling.
Tecknet för hundra (百) har ett oklart ursprung, men kan eventuellt föreställa en lerkruka. Ursprunget för tecknet för tusen (千) kommer från tecknet för människa med ett horisontellt streck över benet. En möjlig förklaring är att det har kopplingar till militär organisation. Talet för tiotusen (万) har även ibland den generella betydelsen att representera ett mycket stort tal. Utförandet på tecknet kommer ursprungligen från tecknet för skorpion som i forntiden hade samma uttal.
Eftersom många kinesiska "dialekter" är svårförståeliga sinsemellan har det också utvecklats ett motsvarande teckenspråk för siffror där de enskilda tecknen liknar de skrivna tecknen. På det sättet kan personer som inte förstår varandras tal ändå göra affärer med varandra.